# Federació Francesa de Futbol
La Fédération Française de Football (FFF) (en català: Federació Francesa de Futbol) és el màxim cos rector del futbol a França. Dirigeix a la selecció de França a més, de la direcció i organització de la Lliga de Futbol Professional (Ligue de Football Professionnel) i els Campionats de França (Championnats de France). La Federació va ser fundada en 1919 sent a més membre fundadora tant de la FIFA com de la UEFA.

## Estructura actual
El futbol francès s'estructura de la següent forma:
- Futbol professional
  - Ligue 1 (primera divisió)
  - Ligue 2 (segona divisió)
  - Championnat National (tercera divisió, semi-professional)
- Futbol amateur
  - Championnat de France Amateurs
  - Championnat de France Amateurs 2
  - Campionats regionals
- Futbol femení
  - Championnat de France de football féminin
- Futbol d'ultramar
  - Coupe D.O.M. (Dép. d'Outre-Mer, al Carib i Índic)
  - Coupe T.O.M. (Terr. d'Outre Mer, al Pacífic)
  - Coupe D.O.M.-T.O.M. (entre els campions d'ambdós tornejos).

## Competicions
- Lliga francesa de futbol
- Copa francesa de futbol
- Copa de la Lliga francesa de futbol
- Supercopa francesa de futbol